# Padaczka skroniowa

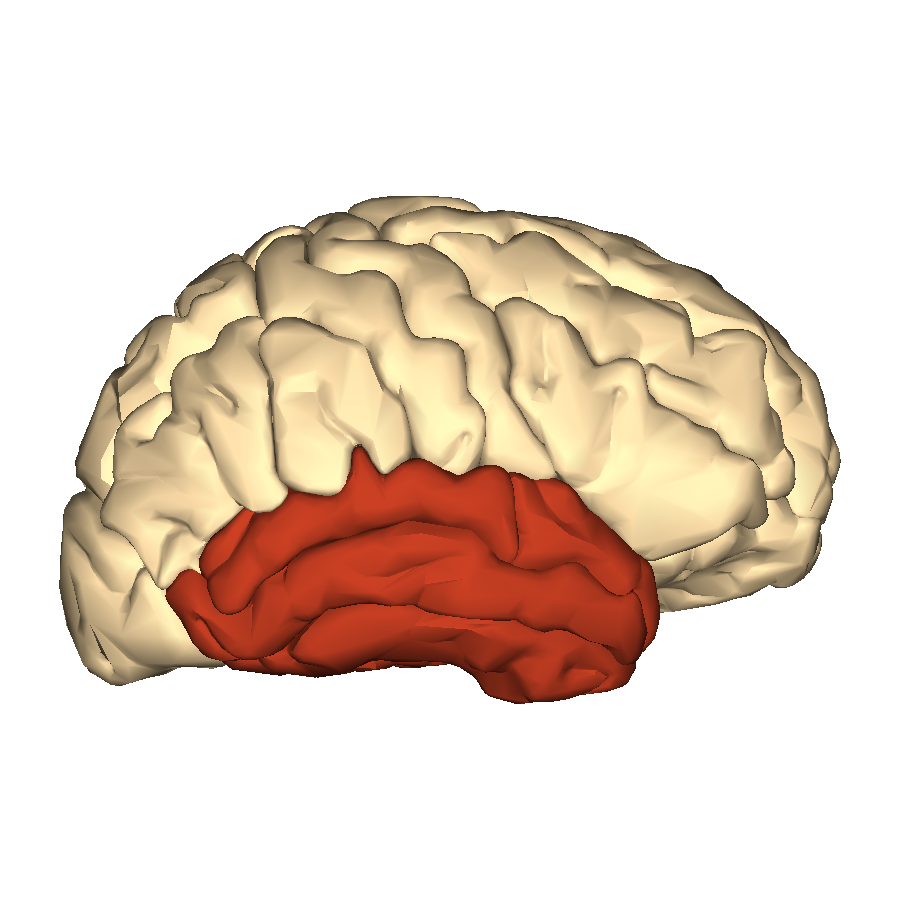
Płat skroniowy mózgu.

Padaczka skroniowa (ang. temporal lobe epilepsy, TLE) – przewlekła choroba neurologiczna, typ padaczki ogniskowej. Charakteryzuje się nawracającymi napadami padaczkowymi wywołanymi gwałtownymi i synchronicznymi wyładowaniami komórek nerwowych powstającymi w płacie skroniowym mózgu.

## Objawy
U chorych na padaczkę ogniskową obserwuje się napady częściowe czyli takie w których nadmierne i synchroniczne wyładowania neuronów powstają w określonym miejscu w mózgu, tzw. ognisku padaczkowym. W przypadku padaczki skroniowej ognisko padaczkowe znajduje się w płacie skroniowym. U osób chorujących na padaczkę skroniową występują:
- Napady częściowe proste

Wyładowania obejmują niewielki obszar płata skroniowego. Mogą pojawiać się takie doznania jak déjà vu, jamais vu, a także fałszywe doznania zmysłowe (słuchowe, węchowe, smakowe).
- Napady częściowe złożone

Zazwyczaj są poprzedzane napadem częściowym prostym. Wyładowania obejmują większy obszar płata skroniowego. Obserwuje się zaburzenia świadomości o różnym nasileniu objawiające się częściową utratą kontaktu z otoczeniem. Może wystąpić np. nieruchome wpatrywanie się w jeden punkt, dziwne zachowanie się i zmieniony sposób mówienia. Poza tym mogą pojawić się niekontrolowane ruchy kończyn i ust.
- Napady częściowe, wtórnie uogólnione

Zazwyczaj poprzedzane przez napady częściowe proste i złożone. Wyładowania rozciągają się na obszar całego mózgu. Występuje utrata świadomości i drgawki (są to tzw. grand mal).

## Podtypy
Według podziału zaproponowanego przez Międzynarodową Ligę Przeciwpadaczkową wyróżnia się dwa podtypy epilepsji skroniowej:
- MTLE (Mesial temporal lobe epilepsy) - wyładowania powstają w obrębie formacji hipokampu leżącego w środkowej części płata skroniowego,
- LTLE (Lateral temporal lobe epilepsy) - wyładowania powstają w obrębie kory nowej płata skroniowego; występuje rzadziej niż MTLE

## Leczenie
W leczeniu padaczki skroniowej stosuje się leki przeciwpadaczkowe, których działanie polega na zapobieganiu nadmiernemu pobudzeniu komórek nerwowych. U ok. 40% osób chorych na padaczkę skroniową leczenie farmakologiczne nie jest skuteczne. W takim wypadku często podejmowane jest leczenie chirurgiczne o dość wysokiej skuteczności. W leczeniu epilepsji lekoopornych u dzieci stosuje się czasami rodzaj diety niskowęglowodanowej.